# Море Восточное
Мо́ре Восто́чное (лат. Mare Orientale) — лунное море, расположенное на западной окраине видимого с Земли полушария Луны.

## Происхождение
Море Восточное лежит в многокольцевом ударном бассейне — гигантском кратере, образовавшемся от удара астероида. Диаметр основного кольца этого бассейна — около 930 км, координаты центра — 19°54′ ю. ш. 94°42′ з. д. / 19,9° ю. ш. 94,7° з. д.. Точный его возраст неизвестен, однако предполагается, что он образовался немного позже, чем бассейн Моря Дождей, то есть не ранее чем 3,85 млрд лет назад. По моменту его образования проводят границу раннеимбрийской и позднеимбрийской эпох (сам бассейн и его выбросы относят к первой из них).

## Рельеф
В отличие от бассейнов большинства других лунных морей, бассейн Моря Восточного слабо заполнен застывшей базальтовой лавой, что позволяет нам наблюдать его морфологическую структуру. Центральная часть моря сложена тонким слоем базальтов: предположительно менее 1 км в толщину, то есть менее мощным чем у других лунных морей на видимом полушарии.
Столкновение, приведшее к возникновению бассейна моря, вызвало появление трех концентрических складчатостей на лунной коре. Внутренняя гряда этого огромного ударного кратера сформирована горами Рук, внешнюю цепь диаметром 930 км образуют горы Кордильеры. Выброшенная в результате столкновения горная порода имеет грубую булыжниковую структуру, начинается у внешних склонов Кордильер и простирается до 500 км в разные стороны, формируя линейные лучевые образования, сходящиеся к центру моря.
На противоположной морю точке лунной поверхности расположено Море Краевое.
В бассейне Моря Восточного лежит также Озеро Весны, рассматриваемое как одно из возможных мест для строительства лунной базы.

## Название
Современное название моря было предложено немецким астрономом Юлиусом Генрихом Францем в его книге Der Mond (1906). Однако английский астроном-любитель Патрик Мур в книге On the Moon позднее утверждал, что предложил указанное название в 1946 году. В течение 1960-х годов были получены фотографические изображения данного региона, позволившие предположить что Море Восточное лежит в кратере ударного происхождения.
В годы, когда море получило своё название, в отношении Луны в астрономии была принята иная система именования сторон света. Однако позже, в 1961 году Международным астрономическим союзом было принято соглашение о смене сторон восток—запад местами. Так Море Восточное оказалось на западной окраине видимого полушария Луны.

## Фотогалерея

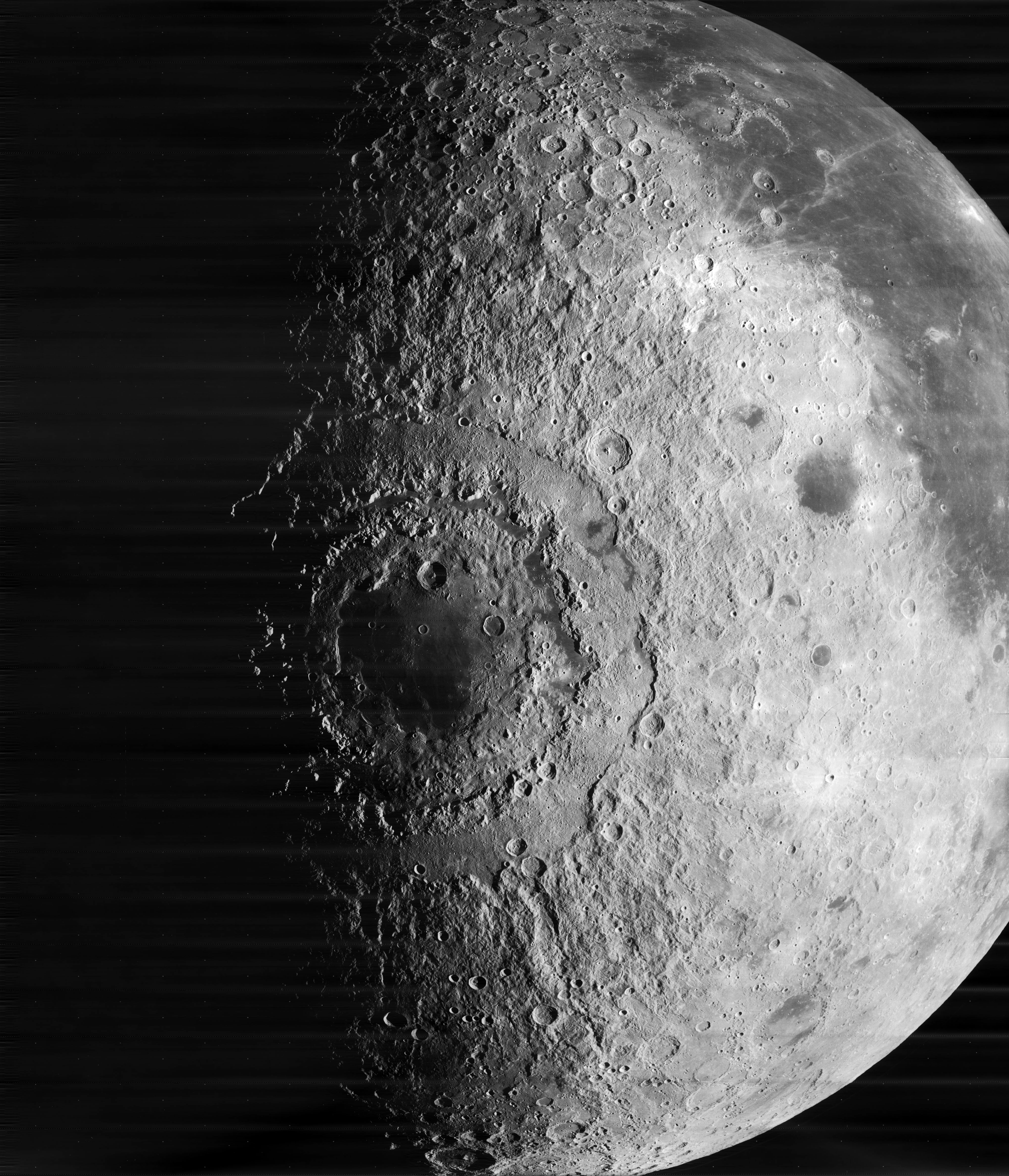
Мозаика снимков Моря Восточного, сделанных КА «Лунар орбитер-4», 1967
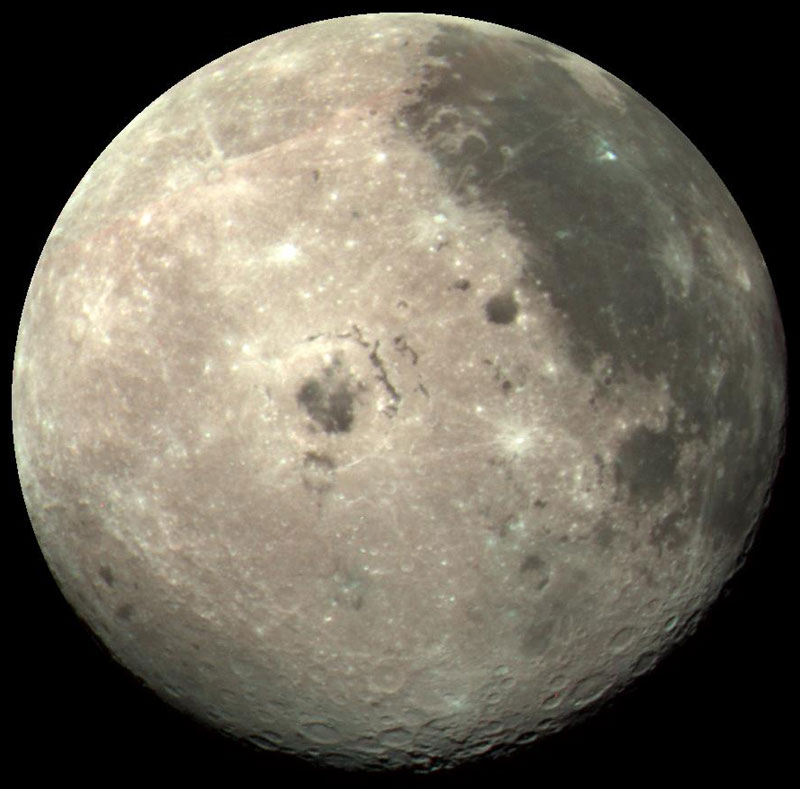
Фотография Моря Восточного, сделанная КА «Галилео», 1990